# 김병수 (1934년)
김병수(1934년 5월 12일~1995년 9월 28일)는 대한민국의 정치인이다. 제12대 국회의원을 지냈다.

## 역대 선거 결과
|  | 29.26% |

|  | 3.19% |